# アヘ顔

ベル・デルフィン（gif動画）

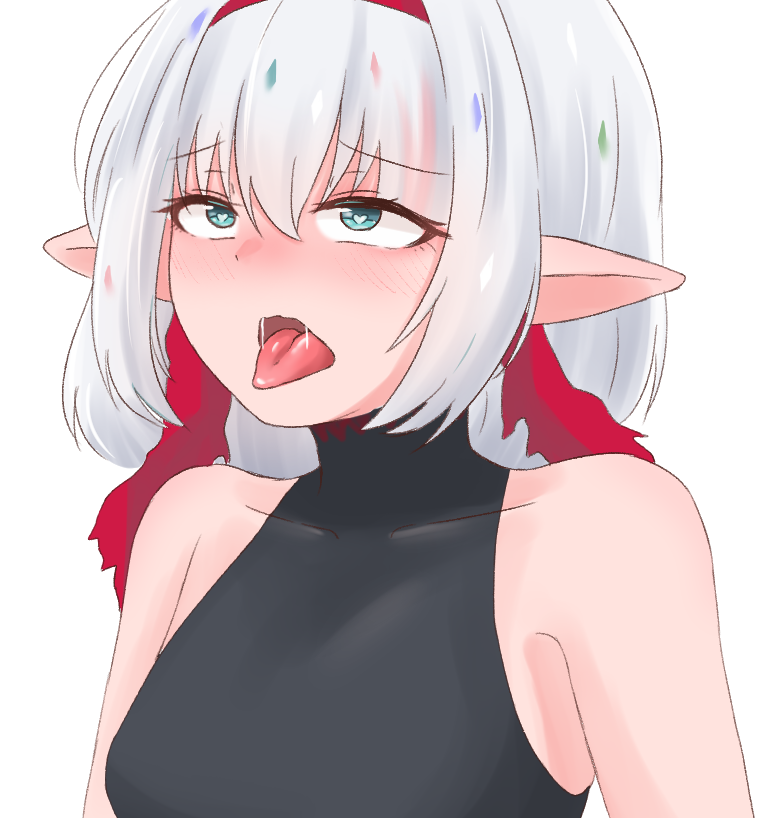
キャラクターの表情

アヘ顔（あへがお、英: Ahegao、O-Face）は、主に日本のアダルトゲーム・漫画・アニメで描かれる、性行為時のキャラクターのオーガズムの表情。白目・舌出し・ヨダレの3点が揃ったものを指すことが多い。
アヘ顔は、日本のエロティック文化愛好家のファッショントレンドともなった。アヘ顔をしている漫画やアニメのキャラクターが印刷された服が多く存在している。アヘ顔を模倣することも可能とされている。

## 起源
「アヘ顔」という言葉は、2009年に漫画家の武田弘光が『ツンデロ』（コアマガジン）の中で用いたことがきっかけで知名度を獲得したとされているが、表現自体はその以前から存在していた。アヘ顔表現を発明した作家が誰なのかについては未だに判明していない。この問題がネット上で議論となったときに、成人向け漫画家・風船クラブの名前が挙げられたことがあるが、風船クラブ本人はこの説を否定しており、美少女コミック研究家の稀見理都も、風船クラブの以前にも番外地貢や森山塔など、この表現を用いていた作家はいたとしている。稀見は、資料が膨大であることから、発明者の特定は困難であろうと述べている。

## インターネット・ミーム
カナダの成人向けゲーム提供会社Nutakuによると、アヘ顔とピースサインの組み合わせは、日本で「アヘ顔ダブルピース」(略してアヘ顔ダブピ)として知られるインターネット・ミームを形成した。稀見は、これは「快楽へ墜ちた女性が性交相手に精神的忠誠を示すべく見せる服従のポーズ」であると説明している。発明された当初は輪姦や調教などのプレイにおいて、女性が最終的に服従するシーンで使用されていたものであったが、次第にネタとして使われることが増えていった。
「アヘ顔ダブルピース」の起源については諸説あるが、最も有力な説は、2010年のみさくらなんこつの同人アダルトゲーム『信じて送り出したフタナリ彼女が農家の叔父さんの変態調教にドハマリしてアヘ顔ピースビデオレターを送ってくるなんて…』であるとされる。アヘ顔とピースサインの組み合わせ描写そのものは以前から存在していたが、明確に言葉として打ち出したのはこの作品が最初であるとみなされている。

## 商標
「アヘ顔」は、被服類（第25類）の商標として中国の企業が2020年6月に日本で商標登録している（第6257823号）。

## 参照資料
- 稀見理都『エロマンガノゲンバ』三才ブックス、2016年12月20日。ISBN 978-4861999383。
- 稀見理都『エロマンガ表現史』太田出版、2017年11月2日。ISBN 978-4778315924。